# Montclair, New Jersey
Montclair este o localitate urbană în comitatul Essex, statul New Jersey, SUA. Localitatea se află amplasată la altitudinea de 	92 m deasupra n.m. la poalele munților Watchung Mountains. Montclair se întinde pe o suprafață de 16,3 km² și avea în anul 2006, 37.309 locuitori.

## Date demografice
După datele recensământului din 2000, în oraș erau 38.977 loc.
15.020 gospodării
9.687 familii
59,77 % erau albi
32,06 % afro-americani
0,19 % amerindieni
3,15 % asiatici
0,04 % loc. ai insulelor din Pacific
5,12 % latino americani
3,03 % metiși și mulatri
1,77 % alte grupări etnice
3,9 % din familii trăiesc sub limita sărăciei

## Orașe înfrățite
- Austria  - Graz, din 1950

## Personalități marcante
- Edwin Aldrin (n. 1930), astronaut: Apollo 11; al doilea om pe lună
- Barbara Bonney, soprană;
- Richard Burgi, actor;
- Garry Dial, muzician
- John Diercks, pianist și compozitor
- Dave Douglas, trompetist și compozitor
- Hussein Fatal, rapper
- Herman Hupfeld, textier
- Joshua Lederberg, genetician, laureat al premiului Nobel
- Donna Leon, scriitoare
- Kal Penn, actor
- Marion Post Wolcott, fotografă
- Duncan Sheik, ghitarist, textier
- Michael Spence (n. 1943), cercetător
- Jenny Owen Youngs, cântăreață;
- Bob Bradley (n. 1958), antrenor de fotbal;
- Peter Greene (n. 1965), actor.

1. ↑   https://www.montclairnjusa.org/Government/Mayor-Township-Council, accesat în 18 decembrie 2024 Lipsește sau este vid: |title= (ajutor)